# 성동고등학교
성동고등학교(城東高等學校)는 대한민국 서울특별시 중구 신당동에 있는 공립 고등학교이다. 최근에 별마루 도서관을 개관하고, AI교실, 창의융합실 등을 리모델링하여 최고의 학교 시설을 갖추고 있다. 또한 교육감, 구청장, 시의원 등이 학교를 자주 방문하여 학교 관계자와의 간담회를 개최하기도 하였다. 학생수 감축에 대비하여 다양한 교육과정 특히 중부 제2공유캠퍼스를 운영하고 있으며 서울시 교육청 최초로 "학교 밖 교육과정" 운영으로 여러 매체에 우수사례로 보도된 바 있다. 또한 학생들의 과목 선택권을 확대하여 학생 개인 맞춤형 진로진학에 대비하고 있는 학교이다

## 학교 연혁
• 1906. 02 현 YMCA 자리에 「황성기독교청년회학관」으로 설립(중등과, 영어과, 공학과 등) 
• 1912. 12 「조선중앙기독교청년학관」으로 개편  
• 1939. 10 「경성영창학교」로 개명  
• 1949. 08 구 제삼공립여자중학교 교사에 성동공립중학교 설립 (현 위치)
• 1950. 05 성동공립중학교 1회 졸업 (구 6년제) 
• 1951. 01 1·4 후퇴로 대전에서 임시교 개설 
• 1951. 05 부산시 신성동(영동)에 피난교 개설 
• 1951. 09 학제 개편으로 성동고등학교와 신당중학교로 분리 
• 1952. 03 성동고등학교 제1회 졸업 (부산에서 97명)  
• 1953. 09 부산 피난교와 대전 임시교가 서울로 복귀
• 1968. 10 중학교와 고등학교로 재분리 
• 1974. 10 신 교사 준공, 성동고 기념비 건립 
• 1980. 02 성동중학교 폐교, 운동장 확장 
• 1991. 02 본관 교실 9개 증설 
• 2003. 12 학교체육교육 우수학교상 (전국체육대회 개최 분야) 수상
• 2004. 12 흡연 예방 및 금연교육 우수교 교육감상 수상
• 2005. 11 복합화 센터(정보관, 체육관) 준공  
• 2009. 12 본관 개축 준공 및 개교 60주년 기념식 
• 2010. 03 자율형공립고 지정 운영
• 2011. 12 학생봉사활동 우수학교 표창
• 2013. 03 교과교실제 운영
• 2014. 12 교과교실제 운영 및 학교체육교육 우수학교 교육감 표창
• 2015. 03 자율형공립고 재지정 운영 
• 2021. 03 일반고 전환 운영
• 2022. 03 제25대 권영기 교장 취임
• 2022. 12 학부모 학교 참여 우수학교 교육감 표창
• 2022. 12 공기질 관리 우수학교 교육감 표창
• 2023. 03 디지털 선도학교 운영
• 2023. 07 장애인식개선을 위한 제25회 전국 초·중·고등학생 백일장 보건복지부장관 단체상 수상 
• 2023. 12 교육과정 우수영역 교육장 표창 
• 2023. 12 일반고 고교학점제 도입 역량 강화 우수학교 교육감 표창 
• 2024. 03 「인공지능(AI) 교육 선도학교」 선정 
• 2024. 03 디지털 선도학교 & AI 중심학교 운영, 서울시 최초 학교 밖 교육과정 운영 
• 2024. 12  2024 학교급식 우수학교 교육감상 수상 
• 2025. 02 제74회 졸업식(졸업생 145명) 총 36,105명 
• 2025. 03 신입생 입학(136명) 
• 2025. 06 2024년 한국창의과학재단 주관「찾아가는 학교 컨설팅」우수 참여학교 선정  

## 참고 자료
- 성동고등학교 - 한국교육학술정보원 학교알리미